# Макеев, Евгений Николаевич
Евге́ний Никола́евич Маке́ев (28 апреля 1928 — 23 марта 2008) — советский, российский дипломат. Чрезвычайный и полномочный посол.

## Биография
Окончил Московский государственный институт международных отношений МГИМО МИД СССР (1950). На дипломатической работе с 1950 года.
- В 1950—1951 годах — сотрудник Посольства СССР в Китае.
- В 1951—1953 годах — сотрудник Генерального консульства СССР в Тяньцзине (Китай).
- В 1953—1960 годах — сотрудник центрального аппарата МИД СССР.
- В 1960—1964 годах — первый секретарь, советник Постоянного представительства СССР при ООН.
- В 1964—1967 годах — заместитель постоянного представителя СССР при ООН.
- В 1967—1968 годах — заместитель заведующего II Европейским отделом МИД СССР.
- В 1968—1971 годах — заведующий II Европейским отделом МИД СССР.
- В 1971—1980 годах — заместитель постоянного представителя СССР при ООН.
- В 1980—1986 годах — заведующий Отделом международных экономических организаций МИД СССР.
- С 1 августа 1986 по 19 октября 1993 года — постоянный представитель СССР/России при Отделении ООН и других международных организациях в Женеве[1][2].
- С 1986 года — в отставке.

## Дипломатический ранг
Чрезвычайный и полномочный посол.

## Награды и почётные звания
- 2 ордена Трудового Красного Знамени.
- Орден Дружбы народов (27 апреля 1988) — За заслуги на дипломатической работе и в связи с шестидесятилетием со дня рождения[3].
- Орден «Знак Почёта».
- Медаль «Ветеран труда».
- Почётный работник Министерства иностранных дел Российской Федерации.

## Семья
Был женат, двое детей.